# Херман Хесе (награда)
Литературната награда „Херман Хесе“ (на немски: Hermann-Hesse-Literaturpreis) е учредена в град Карлсруе през 1956 г. в памет на писателя Херман Хесе. Присъжда се на всеки две години. Паричната премия е в размер на 15 000 € (основна награда) и 5000 € (поощрителна награда).
Връчването на наградата се става на тържествена церемония в кметството на Карлсруе.

## Носители на наградата (подбор)
- Мартин Валзер (1957)
- Ернст Аугустин (1962)
- Хуберт Фихте (1965)
- Адолф Мушг (1974)
- Райнер Малковски (1977) (поощрение)
- Наташа Водин (1984)
- Герхард Майер (1991)
- Рафик Шами (1994), Арнолд Щадлер (поощрение)
- Клаус Мерц (1997)
- Маркус Вернер (1999)
- Марлене Щреерувиц (2001), Ян Вагнер (поощрение)
- Ханс-Улрих Трайхел (2005), Зилке Шойерман (поощрение)
- Антйе Равич Щрубел (2007)
- Ален Клод Зулцер (2009)
- Ангелика Клюсендорф (2014)
- Кристиан Крахт (2016)
- Томас Хетхе (2018)